# Episodi di Rookie Blue (quarta stagione)
La quarta stagione della serie televisiva Rookie Blue è stata trasmessa in prima visione assoluta, in contemporanea in Canada e negli Stati Uniti, rispettivamente dai canali Global TV e ABC, dal 23 maggio al 12 settembre 2013.
In lingua italiana, la stagione è stata resa disponibile on demand sulla piattaforma TIMvision di Telecom Italia dal 4 agosto 2014; in chiaro, è stata trasmessa in prima visione in Svizzera, da RSI LA1, dal 23 settembre al 13 ottobre 2014.
| nº | Titolo originale         | Titolo italiano     | Prima TV originale | Prima TV in italiano |
| -- | ------------------------ | ------------------- | ------------------ | -------------------- |
| 1  | Surprises                | Sorprese            | 23 maggio 2013     | 23 settembre 2014    |
| 2  | Homecoming               | Ritorno a casa      | 30 maggio 2013     | 24 settembre 2014    |
| 3  | Different, Not Better    | Non meglio, diverso | 27 giugno 2013     | 25 settembre 2014    |
| 4  | The Kids Are Not Alright | Ragazzi difficili   | 11 luglio 2013     | 26 settembre 2014    |
| 5  | Poison Pill              | Pillola velenosa    | 18 luglio 2013     | 29 settembre 2014    |
| 6  | Skeletons                | Scheletri           | 25 luglio 2013     | 30 settembre 2014    |
| 7  | Friday the 13th          | Venerdì 13          | 1º agosto 2013     | 2 ottobre 2014       |
| 8  | For Better, For Worse    | Nel bene e nel male | 8 agosto 2013      | 3 ottobre 2014       |
| 9  | What I Lost              | Cosa ho perso       | 15 agosto 2013     | 6 ottobre 2014       |
| 10 | You Are Here             | Tu sei qui          | 22 agosto 2013     | 7 ottobre 2014       |
| 11 | Deception                | Imbroglio           | 29 agosto 2013     | 9 ottobre 2014       |
| 12 | Under Fire               | Sotto tiro          | 5 settembre 2013   | 10 ottobre 2014      |
| 13 | You Can See the Stars    | Solo quando è buio  | 12 settembre 2013  | 13 ottobre 2014      |

## Sorprese
- Titolo originale: Surprises
- Diretto da: David Wellington
- Scritto da: Tassie Cameron

### Trama
Andy e Nick sono sotto copertura per smascherare un grosso giro di droga. La copertura salta e sono costretti a nascondersi e a chiamare i rinforzi. Il 15º distretto interviene per salvarli. Quando ritornano al distretto Andy va alla ricerca di Swarek (diventato detective), ma lo vede baciare la nuova del distretto, Marlo. Diaz è costretto a leggere la lettera della sua richiesta di trasferimento che è stata accettata, Nick ritrova Gail.

## Ritorno a casa
- Titolo originale: Homecoming
- Diretto da: David Wellington
- Scritto da: Russ Cochrane

### Trama
Frank fa la proposta di matrimonio a Noelle in un vecchio magazzino, dove avevano fatto irruzione, complici tutti i colleghi. Noelle accetta. Andy conosce la nuova ragazza di Sam. Oliver scambia turno di Marlo con Andy per parlare. Andy nota una rapina in una banca e lavorerà al caso con Sam. Dov e Chris cercano di interpreta una ragazza spagnola con un problema. Sam e Andy ed alla fine riescono a capire che si sono spezzati i cuori a vicenda. Oliver cerca di incoraggiare Andy e non farla arrendere con Sam. Dov fa sesso nei bagni con una ragazza appena conosciuta Chloe.

## Non meglio, diverso
- Titolo originale: Different, Not Better
- Diretto da: Lynne Stopkewich
- Scritto da: Sherry White

### Trama
I ragazzi giocano a paintball e Andy vince facendo capire che non ha intenzione di arrendersi neanche con Sam. Andy si trova di turno con la ragazza di Sam e vanno spesso in disaccordo. Intanto Dov scopre che la ragazza con cui è andato a letto è la figlioccia di Frank ed è agente appena trasferita al 15. Gail e Nick fanno inventario in ufficio e cercano il proprietario di un'urna funebre con ceneri. Nel frattempo Andy e Marlo hanno un piccolo scontro perché Marlo ha ucciso una malata psichiatrica conosciuta da Andy.   Lei stessa dopo aver capito che tipo era la ragazza di Sam gli dice che ha capito quando arrendersi.

## Ragazzi difficili
- Titolo originale: The Kids Are Not Alright
- Diretto da: Peter Wellington
- Scritto da: Noelle Carbone

### Trama
Le reclute decidono di andare in campeggio tutti insieme prima della partenza di Chris nel weekend. Chris rivela ad Oliver di avere problemi con Denise, così Oliver dice ad Epstein di non opprimerlo. Andy non riesce ancora ad abituarsi a Cruz e Sam insieme. Chloe durante una discussione con Gail gli dice che Nick ha una cotta per Andy.

## Pillola velenosa
- Titolo originale: Poison Pill
- Diretto da: Peter Wellington
- Scritto da: Aubrey Nealon

### Trama
Andy pensa di diventare amica di Cruz, ma lei è diffidente. Durante un arresto vengono contaminate da antrace nella droga e Andy scopre che Cruz è bipolare, ma manterrà il segreto. Epstein decide di uscire con Chloe, ma manda all'aria tutto quando trova delle pillole sulla bipolarità e pensa siano di Chloe. Diaz effettua l'ultimo turno al 15º distretto prima del trasferimento, ma decide di non dirlo a nessuno. Gail cerca di scoprire cosa è successo tra Andy e Nick quando erano sotto copertura.

## Scheletri
- Titolo originale: Skeletons
- Diretto da: T.W. Peacocke
- Scritto da: Ley Lukins

### Trama
Frank comunica ai ragazzi che Diaz se n'è andato lasciandoli sorpresi che non li abbia salutati. La centrale lavora al caso di un emulatore del taxista che uccise Jerry. Peck durante l'incontro col suo ex rapitore rivela di aver tradito Nick per gelosia. Nash lavora col fratello di Peck.

## Venerdì 13
- Titolo originale: Friday the 13th
- Diretto da: David Wellington
- Scritto da: Sherry White

### Trama
Epstein cerca di chiedere scusa a Chloe e alla fine iniziano ad uscire insieme. Sam scopre che il suo vecchio agente istruttore è colpevole di omicidio e inizia ad aprirsi di più con Cruz, che però non gli rivela ancora di essere bipolare e di conseguenza di assumere degli psicofarmaci per tenere sotto controllo il disturbo.

## Nel bene e nel male
- Titolo originale: For Better, For Worse
- Diretto da: Kelly Makin
- Scritto da: Tassie Cameron

### Trama
Noelle non vuole più sposarsi per paura di avere il cancro, ma Nash e il fratello di Gail la convincono a parlarne con Frank, che la convince a sposarsi. Epstein convince Oliver a portare la sensitiva al matrimonio e dice a Frank che esce con Chloe. Nick ed Andy sono bloccati ad aspettare un colpevole e ascoltano la cerimonia del matrimonio in vivavoce, così Nick si dichiara, ma Andy gli chiede tempo. Holly bacia Gail nel guardaroba e se ne va.

## Cosa ho perso
- Titolo originale: What I Lost
- Diretto da: Paul Fox
- Scritto da: Noelle Carbone

### Trama
Viene rapito il figlio di Diaz mentre era con Andy e Nick. Il rapitore è l'allenatore di calcio di Christian, che poi grazie all'esame del DNA si scopre essere il vero padre del bambino. Il caso viene seguito da Oliver che sostituisce Frank ancora in luna di miele. Chris rompe con Denise. Andy è titubante per vari motivi a legarsi a Nick, ma nel frattempo si baciano e finiscono a letto insieme. Gail e Holly approfondiscono il rapporto. Cruz si fissa a pedinare un sospettato pedofilo scagionato.

## Tu sei qui
- Titolo originale: You are here
- Diretto da: Teresa Hannigan
- Scritto da: Ley Lukins

### Trama
Oliver e Gail dopo aver sedato un litigio tra una coppia, casualmente dall'odoro scoprono nella casa vicina una coltivazione di marjuana. Diaz ritorna al 15^ distretto. Sam ed Oliver decidono di andare ad una baita per cambiare aria ed invitano Epstein e Diaz. Andy dopo varie peripezie confessa e a Gail che esce con Nick che ovviamente la tratta da cattiva. Traci evita il fratello di Gail perché ancora non si sente pronta ad avere una nuova storia, ma alla fine risolvono il caso della marjuana insieme con l'aiuto di Chloe. Alla fine si dimostra che le reclute non lo sono più ma sorpassano gli istruttori.

## Imbroglio
- Titolo originale: Deception
- Diretto da: Kelly Makin
- Scritto da: Aubrey Nealon

### Trama
Cruz tiene d'occhio un possibile pedofilo che viene trovato ferito il giorno dopo. Andy e Nick proseguono la loro relazione. Nel frattempo Nick, Chloe, Gail, Dov, Sam e Traci sono in un'operazione sotto copertura. Andy avverte Sam della situazione su Marlo, che decide di farle modificare alcuni documenti per proteggere Cruz. Traci, lasciata sola nell'operazione da Sam, chiama il fratello di Peck e l'operazione sotto copertura pare espandersi A fine turno decide di uscirci insieme.

## Sotto tiro
- Titolo originale: Under fire
- Diretto da: Gregory Smith
- Scritto da: Russ Cochrane

### Trama
Qualcuno ha preso di mira i poliziotti del 15º distretto e Price rimane ferita in pattuglia con Andy. Oliver e Gail subiscono degli spari senza conseguenze. Epstein  in ospedale conosce il marito di Chloe uno del 27^. Gail è gelosa di Holly e quando lei va al distretto perché preoccupata la bacia. Sam vede Andy e Nick baciarsi. Si pensa che il colpevole sia Ford (Sedani l'ha visto davanti casa di Oliver). Sam e Andy pensano che anche Marlo sia in pericolo.

## Solo quando è buio
- Titolo originale: You Can See the Stars
- Diretto da: David Wellington
- Scritto da: Tassie Cameron

### Trama
Sam e Andy portano al sicuro Marlo. Oliver è preso in ostaggio da Ford, che li attira in chiesa per intrufolarsi al distretto dove spara a Sam, ma Nick riesce a ucciderlo. Dov e il marito di Chloe sono in disaccordo per farla operare di nuovo. Cruz intuisce che il vero pedofilo era il fratello di Ford. Andy accompagna Sam in ospedale e gli dice di amarlo e si baciano prima che sia operato.